# E Eridani
e Eridani (także 82 G. Eridani) – gwiazda w gwiazdozbiorze Erydanu, należąca do typu widmowego G. Znajduje się około 19,7 roku świetlnego od Słońca. Gwiazda ma układ planetarny złożony z co najmniej trzech egzoplanet.

## Charakterystyka
Jest to gwiazda ciągu głównego podobna do Słońca, ale znacznie starsza. Nadwyżka promieniowania podczerwonego wskazuje, że okrąża ją dysk pyłowy.

## Układ planetarny
Wokół gwiazdy krążą co najmniej trzy planety o masach minimalnych od 2,8 do 4,8 masy Ziemi. Prawdopodobnie są to planety typu ziemskiego. Inne wykryte przez badaczy sygnały zmian prędkości radialnej mogą pochodzić od trzech innych planet, które jednak nie są na razie potwierdzone.
| Towarzysz    | Masa minimalna [ M🜨 ] | Okres orbitalny [ d ] | Półoś wielka [ au ] | Ekscentryczność |
| ------------ | --------------------- | --------------------- | ------------------- | --------------- |
| g (kandydat) | 1,03 +0,49−0,70       | 11,86 +0,01−0,02      | 0,095 ± 0,001       | 0,2 +0,15−0,19  |
| b            | 2,82 +0,10−0,80       | 18,32 ± 0,005         | 0,127 ± 0,001       | 0,11 ± 0,1      |
| c (kandydat) | 2,52 +0,52−0,83       | 43,17 +0,12−0,10      | 0,225 +0,002−0,003  | 0,17 +0,10−0,16 |
| d            | 3,52 +0,58−1,01       | 89,76 ± 0,12          | 0,364 ± 0,004       | 0,29 ± 0,11     |
| e            | 4,77 +0,96−0,86       | 147,02 +1,43−0,91     | 0,509 ± 0,006       | 0,29 +0,14−0,17 |
| f (kandydat) | 10,3 +1,9−1,5         | 331,41 +5,1−3,0       | 0,875 +0,011−0,010  | 0,05 +0,06−0,05 |